# Zuckertüte

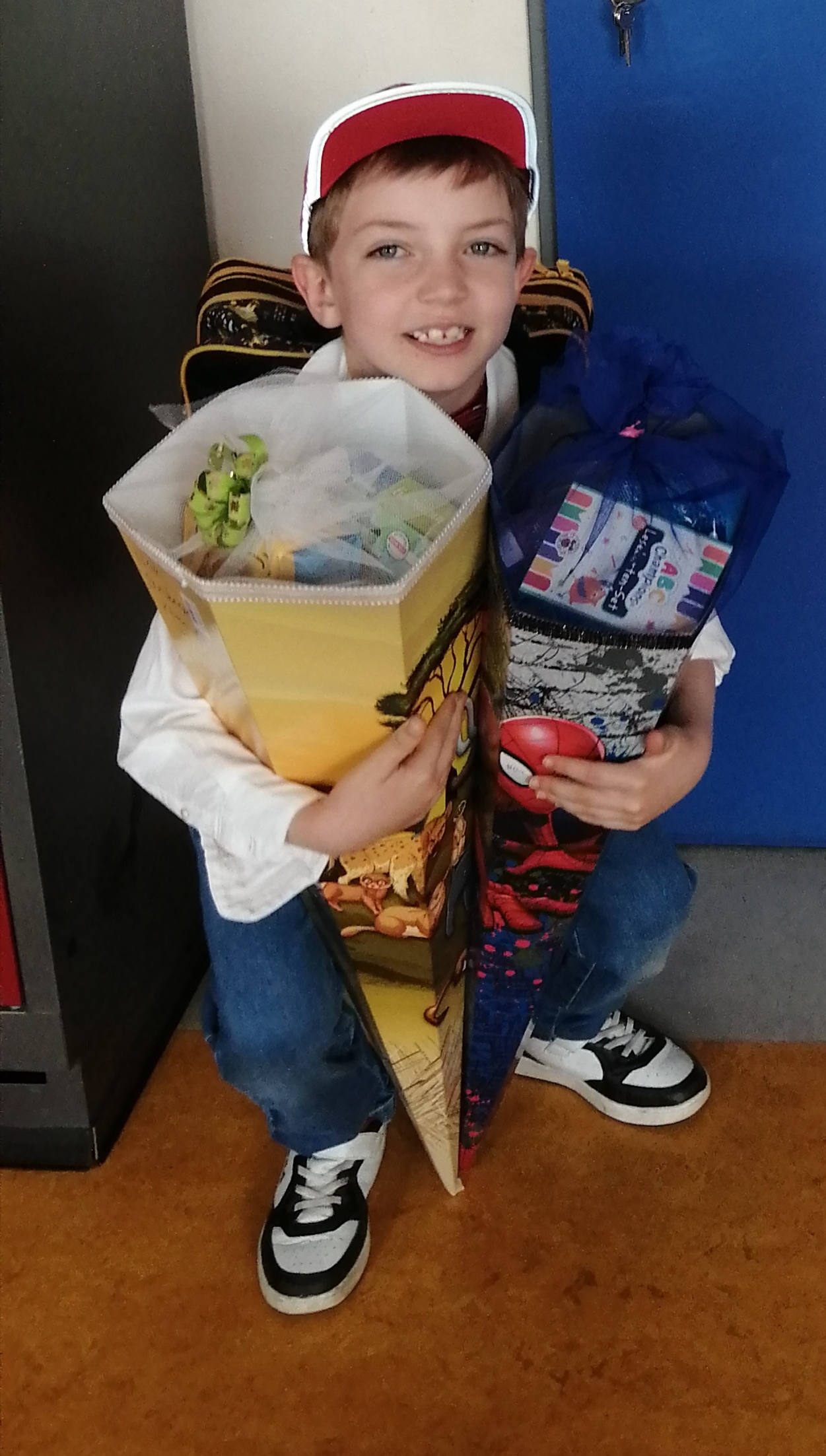
En pojke med två samtida Zuckertüten

Zuckertüte (sockerstrut) eller Schultüte (skolstrut)  är en stor pappersstrut med godis som tyska och österrikiska barn enligt traditionen får när de börjar  skolan. Seden praktiseras också delvis i Schweiz, Tjeckien och Polen.
Traditionen är belagd från Jena i Thüringen där några av barnen fick en strut med kakor som de plockade från ett träd i skolan år 1817. Seden spred sig till Sachsen, Schlesien och Böhmen men var okänd i andra delar av Tyskland före 1910. Den har senare spridit sig till andra tysktalande länder och gränsområden. Till Österrike kom traditionen år 1938 och sedan 1950-talet har den spridit sig till hela landet.
Ursprungligen lämnades strutar med godsaker till skolan av föräldrarna och hängdes i ett träd där barnen fick plocka dem när de började skolan. I dag lägger man ofta små leksaker och skolsaker tillsammans med godiset i struten, som först får öppnas efter skoldagens slut.
Zuckertüten är vanligen sexkantig och 85 centimeter lång i de östra delarna av Tyskland, där traditionen har sitt ursprung, och rund och 70 centimeter lång i övriga delar av landet, där den vanligen kallas skolstrut. Den maskinella tillverkningen av strutar började i en fabrik i Ehrenfriedersdorf i Sachsen år 1914. Fabriken är fortfarande i drift och tillverkar två miljoner Zuckertüten om året.

## Galleri

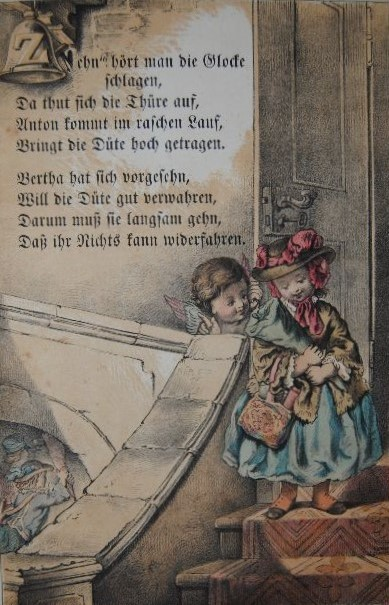
Lilla Berta går försiktigt nerför trappan och försöker att inte tappa bort sin Zuckertüte. Från boken „Neues Zuckerdütenbuch“ (1859)
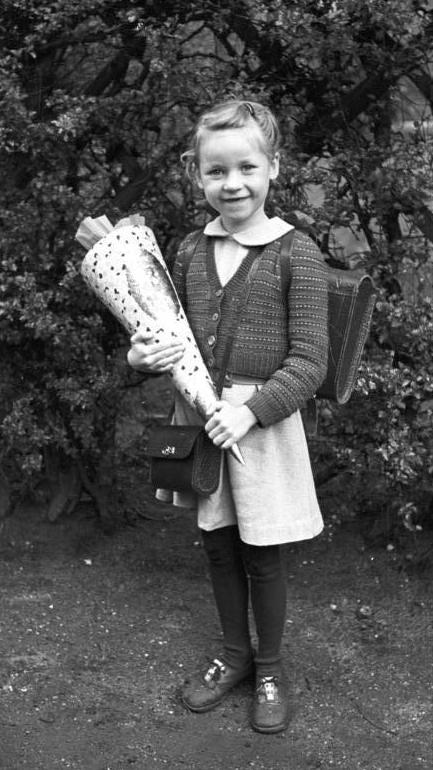
Första skoldagen, 1953
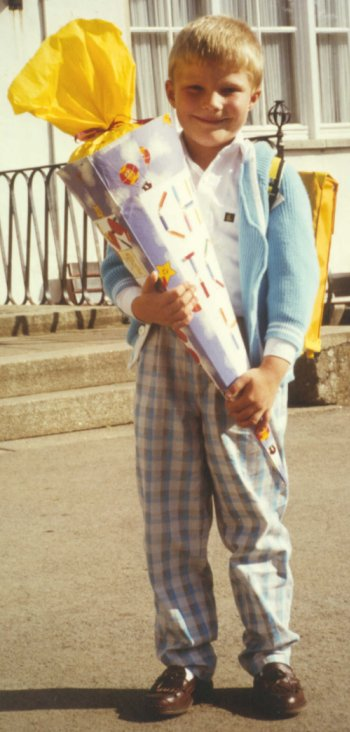
Första skoldagen, cirka 1970
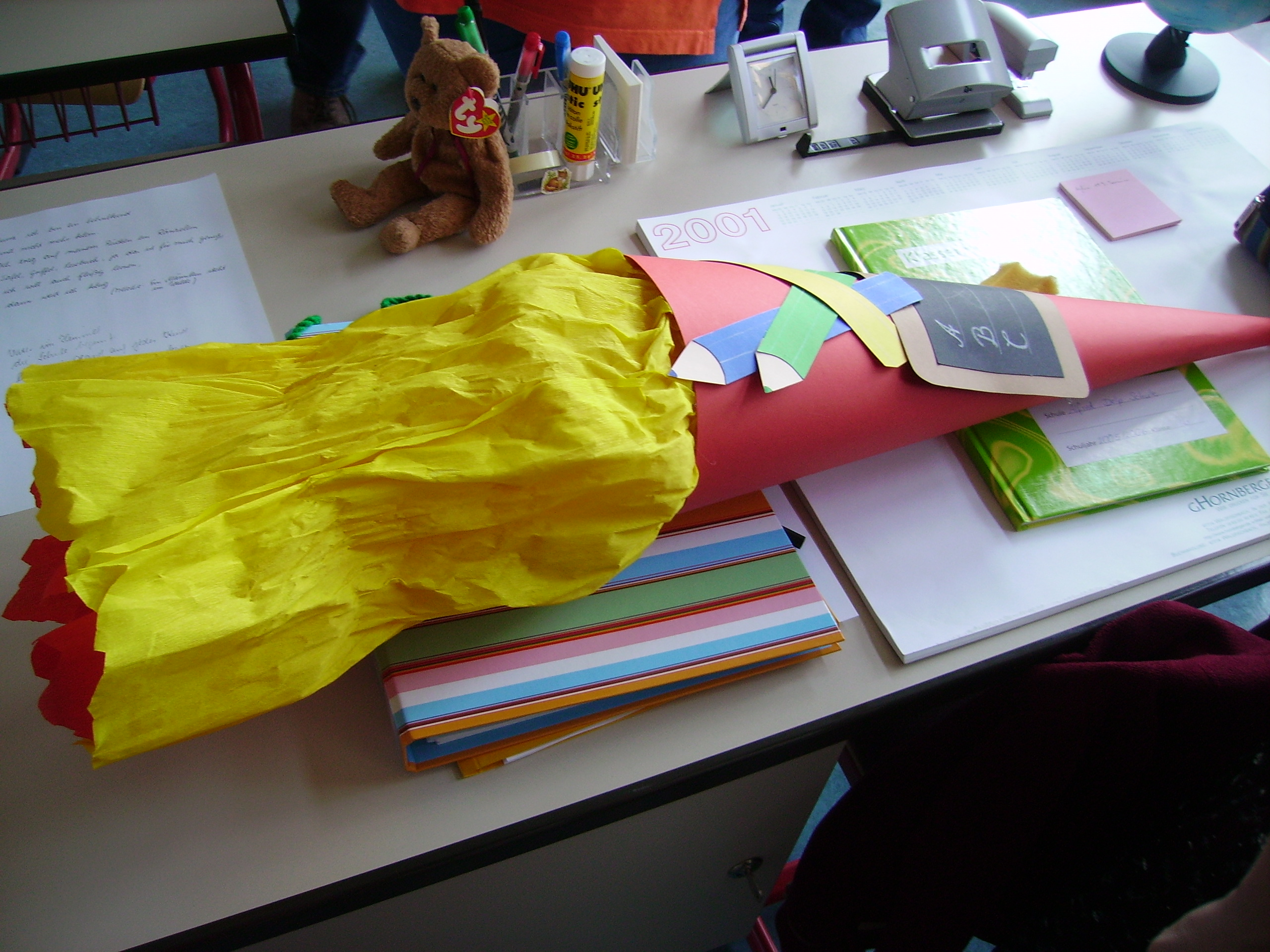
Öppnad Zuckertüte
Första skoldagen, 1930-talet